# IC 2510
IC 2510 — галактика типу SBab () у сузір'ї Насос.
Цей об'єкт міститься в оригінальній редакції індексного каталогу.